# Mezőhegyesi református templom
A református templom Mezőhegyes egyik látnivalója. 1909-ben épült neogótikus stílusban, a tervezője ismeretlen. Akkoriban több mint 800 református hívő volt Mezőhegyesen. A templom építésének és működésének anyagi feltételeit  a magyar királyi földmívelésügyi kormányzat és a Mezőhegyesi Ménesparancsnokság biztosította. A torony 35 m magas, a település templomai között a legmagasabb. A templom hasonmása az erdélyi Nagysármáson található. A templom jellegzetessége, hogy a kelet–nyugati tengelyű főhajót egy észak–déli kereszthajó bővíti ki.